# 'Ndrangheta
'Ndrangheta (italienskt uttal: [(a)nˈdraŋɡeta]; n-drang-geta) eller den Kalabresiska maffian är ett kriminellt nätverk och en maffiaorganisation som härstammar från Kalabrien i södra Italien. Organisationen är verksam i olika delar av Italien och även i Tyskland, Kanada och Australien. 'Ndranghetan som organisation har sina rötter i de banditgäng som härjade i södra Kalabrien under feodalismen, men speglar och upprätthåller även de traditionella hedersnormer och maktstrukturer som finns i regionen. 'Ndranghetans historia är således något diffus och inte väldokumenterad tills 1880-talet (Italien enades år 1861). Under 1970-talet ökade allmänhetens intresse för organisationen då den gjorde sig känd i Italien för sina kidnappningar, bland annat J. Paul Gettys son. Organisationen har växt och anses vara det mäktigaste kriminella nätverket i världen, Interpols generalsekreterare Jürgen Stock har kallat 'Ndranghetan för "ett av de farligaste brottssyndikaten".

## Etymologi
Kalabrien var historiskt en del av Storgrekland och det lokala språket, kalabresiskan, har således anammat många ord från grekiskan. Begreppet 'ndrangheta betyder ungefär "tapperhet" på kalabresiska och härstammar från det gammalgrekiska ordet andragathizestai "att agera kaxigt, respektingivande". Medlemmar kallas därav 'ndranghetisti och tillhör en 'ndrina (klan). Även andra namn användes och används för att beskriva 'Ndranghetan, dessa är bland andra: fibbia, picciotteria, famiglia Montalbano och Onorata Società ("hedervärda samfundet"). Att både 'ndrangheta och det sicilianska begreppet maffia härstammar från ord som förknippas med "ära" och "dygd" speglar organisationernas självbild som moraliskt berättigade och legitima samhällsaktörer kopplade till heder.

## Historia
'Ndranghetan har en diffus historia, men tros ha sina rötter i de banditgäng som härjade i bergsbyarna runt bergsmassivet Aspromonte i Kalabriens södra spets. Dessa banditgäng hyllades ofta av lokalbefolkningen, då de ansågs skydda befolkningen mot feodalherrarnas övergrepp. På 1790-talet nämnde historiken Giuseppe Maria Galanti, som besökte Kalabrien, om spanzati - kriminella individer som kontrollerade siden och olivoljehandeln i regionen. Redan 1861 rapporterade prefekten i Reggio di Calabria om 'ndranghetisti som reste genom staden. Trots att man år 1897 beslagtog nedskrivna regler för 'ndranghetisti riktades statens uppmärksamhet och rättsskipning främst mot den sicilianska och neapolitanska maffian, då dessa var mer synliga än 'Ndranghetan, i synnerhet i och med den offensiv som Salvatore Riina (sicilianska maffian) ledde mot den Italienska staten på 80-talet.
Tre städer i synnerhet har mycket starka band till 'Ndranghetan, dessa är San Luca, Platí och Africo. Städerna är belägna längs med Locrikusten ("La Locride"), öster om Apsromontemassivet, ett av Kalabriens mest ekonomiskt utsatta områden; Platì var år 2022 Italiens åttonde fattigaste ort med en genomsnittlig årsinkomst på €10,599. Samhället San Luca, av 'ndranghetisti kallad "mamman" och ansedd vara 'Ndranghetans "hjärta", är hem till två av organisationens mäktigaste familjer, Nirta-Strangio och Vottari-Pello.

## Struktur
'Ndranghetan är till skillnad från exempelvis den sicilianska maffian ("Cosa Nostra") inte en enhetlig organisation; namnet kan således förstås som ett samlingsbegrepp på flera kriminella klaner som härstammar från Kalabrien. 'Ndranghetan består av flera 'ndrini (klaner), dessa är familjer i biologisk mening och giftermål mellan olika 'ndrini är vanligt. Att de olika klanerna är ingifta med varandra har flera fördelar för organisationerna, bland annat så minskar antalet vendettan och infiltration från rättsväsende försvåras. I regel styr flera familjer en stad eller by, dessa territorium kallas för locale (lokaler). Dessa lokaler är sedan sammanbundna i större nätverk, crimine. Varje crimine är kopplad till antingen den tyrrenska kusten, den joniska kusten eller inlandet. Fram till 1991 bestod 'Ndranghetan av fristående klaner utan någon central organisation, det enda återkommande mötet mellan olika klaner skedde i Polsi en gång per år.